# Trifolium medium

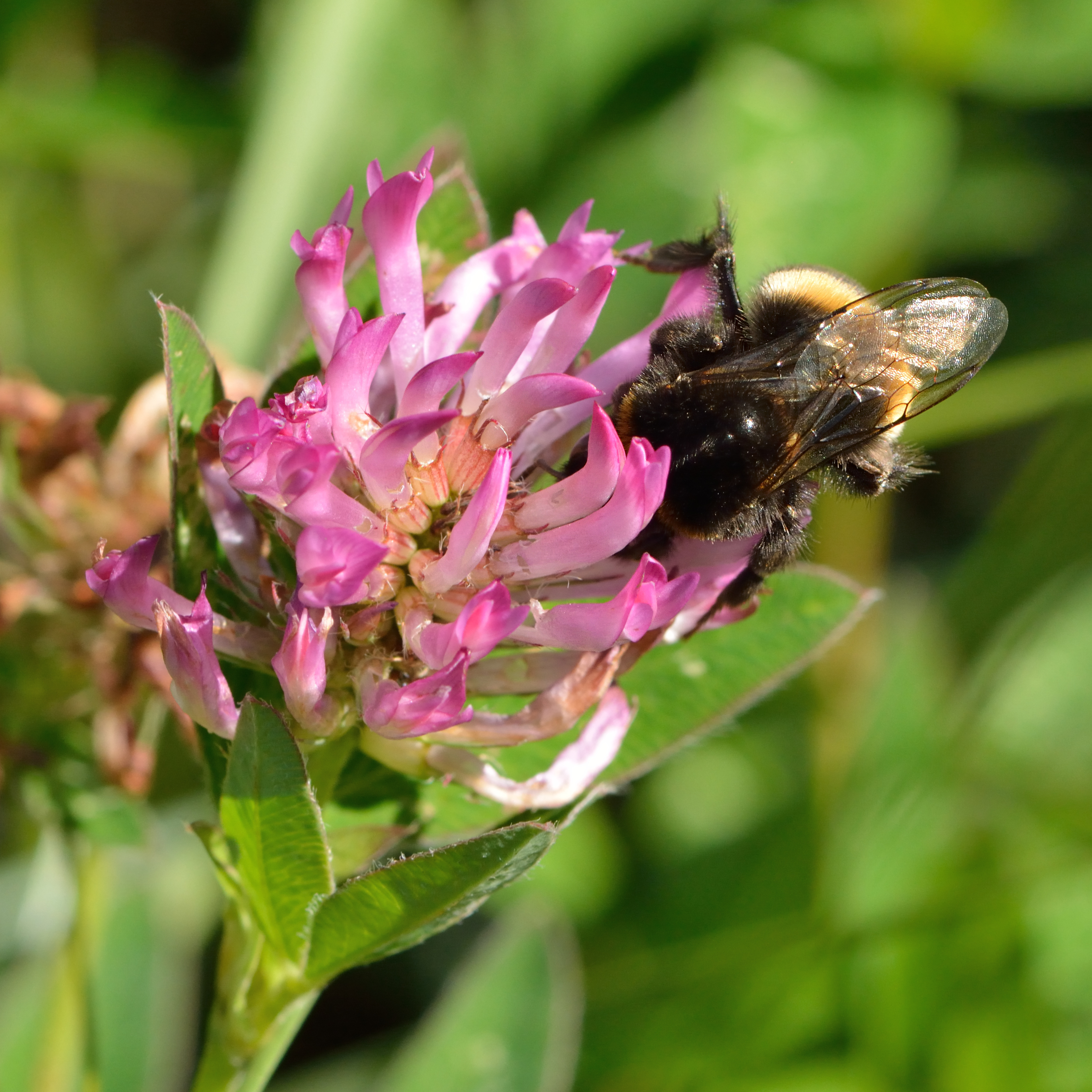

Trifolium medium é uma espécie de planta com flor pertencente à família Fabaceae. 
A autoridade científica da espécie é L., tendo sido publicada em Amoenitates Academici...4: 105. 1759.

## Portugal
Trata-se de uma espécie presente no território português, nomeadamente em Portugal Continental. Em termos de naturalidade é nativa da região atrás referida. Não se encontra protegida por legislação portuguesa ou da Comunidade Europeia.[carece de fontes?]